# Poule A de la Coupe du monde féminine de rugby à XV 2014
La poule A de la Coupe du monde féminine de rugby à XV 2014, qui se dispute en France du 1er août au 17 août 2014, comprend quatre équipes dont la première se qualifie directement pour les demi-finales de la compétition. Conformément au tirage au sort effectué le 30 octobre 2013 à Paris, les équipes de l'Angleterre, du Canada, d'Espagne et des Samoa composent ce groupe A.

## Classement
| Rang | Équipe     | J | V | N | D | Em | Ee | Bo | Bd | Pm  | Pe  | Diff | Pts |
| ---- | ---------- | - | - | - | - | -- | -- | -- | -- | --- | --- | ---- | --- |
| 1    | Angleterre | 3 | 2 | 1 | 0 | 17 | 3  | 2  | 0  | 123 | 21  | +102 | 12  |
| 2    | Canada     | 3 | 2 | 1 | 0 | 12 | 3  | 2  | 0  | 86  | 27  | +59  | 12  |
| 3    | Espagne    | 3 | 1 | 0 | 2 | 8  | 11 | 1  | 0  | 51  | 81  | -30  | 5   |
| 4    | Samoa      | 3 | 0 | 0 | 3 | 2  | 22 | 0  | 0  | 15  | 148 | -133 | 0   |

|  | Qualifiées pour les demi-finales. |
|  | Qualifiées pour les matches de classement pour la 5e place. |
|  | Qualifiées pour les matches de classement pour la 9e place. |
|  | V : victoires • N : matches nuls • D : défaites • EM : essais marqués • EE : essais encaissés • BO : bonus offensif • BD : bonus défensif • PM : points marqués • PE : points encaissés • Diff : différence de points. |

Attribution des points : victoire : 4, match nul : 2, défaite : 0, forfait : -2 ; plus les bonus (offensif : 4 essais marqués ou plus ; défensif : défaite par 7 points d'écart ou moins).
Règles de classement : 1. résultat du match de poule entre les deux équipes ; 2. différence de points ; 3. différence d'essais ; 4. nombre de points marqués ; 5. nombre d'essais marqués.

## Les matches

### Canada - Espagne
(mt : 24 - 0)
Points marqués :
- Canada : 4 essais de Harvey (18e), (24e), (35e), Marchak (51e), 4 transformations de Harvey (19e), (25e), (36e), (52e), 1 pénalité de Harvey (31e)

Cartons :  60e à 70e DeMerchant
- Espagne : 1 essai de R.Garcia (76e), 1 transformation de Rial (77e)

Évolution du score : 5-0, 7-0, 12-0, 14-0, 17-0, 22-0, 24-0, mt, 29-0, 31-0, 31-5, 31-7
Arbitre : Nicky Inwood 
Résumé
| Canada · Titulaires · Elissa Alarie 15 · 18e 24e 35e Magali Harvey 14 · 51e Mandy Marchak 13 · 62e Andrea Burk 12 · 69e Julianne Zussman 11 · Emily Belchos 10 · 75e Stéphanie Bernier 9 · Kelly Russell 8 · Karen Paquin 7 · 26e Barbara Mervin 6 · 52e Latoya Blackwood 5 · Maria Samson 4 · 52e Hilary Leith 3 · 52e Kim Donaldson 2 · Laura Russell 1 · Remplaçants · 52e Marie-Pier Pinault-Reid 16 · 52e 60e à 70e Olivia DeMerchant 17 · 52e Kayla Mack 18 · 26e Jacey Murphy 19 · 75e Julia Sugawara 20 · 62e Brittany Benn 21 · 69e Jessica Dovanne 22 · Entraîneur · François Ratier |  |  |  | Espagne · Titulaires · 15 Marta Cabane 66e · 14 Berta García · 13 Patricia Garcia · 12 Marina Bravo · 11 Eli Martinez · 10 Vanesa Rial · 9 Barbara Pla · 8 Ana Maria Aigneren · 7 Angela Del Pan · 6 Paula Medin · 5 Maria Ribera · 4 Lourdes Alameda 66e · 3 Elena Redondo 57e · 2 Aroa Gonzalez · 1 Maria Sequedo 37e · Remplaçants · 16 Isabel Rico 37e · 17 Rocio Garcia 57e 78e · 18 Diana Gasso 66e · 19 María Casado · 20 Irene Schiavon 66e · 21 Helen Roca · 22 Africa Felez · Entraîneur · Inés Etxegibel |

### Angleterre - Samoa
(mt : 34 - 0)
Points marqués :
- Angleterre : 10 essais de Merchant (18e), (21e), Thompson (30e), (37e), Hunt (39e), (57e), Wilson (60e), (78e), Mason (65e), Scarratt (68e)

6 transformations de Scarratt (22e), (31e), (38e), (58e), (61e), (69e)
1 pénalité de Scarratt (12e)
Cartons :   73e à 80e Packer
- Samoa : 1 pénalité de Milo (74e)

Évolution du score : 3-0, 8-0, 13-0, 15-0, 20-0, 22-0, 27-0, 29-0, 34-0, mt, 39-0, 41-0, 46-0, 48-0, 53-0, 58-0, 60-0, 60-3, 65-3
Résumé
| Angleterre · Titulaires · Danielle Waterman 15 · 18e 21e 42e Katherine Merchant 14 · 68e Emily Scarratt 13 · Rachael Burford 12 · 30e 37e Lydia Thompson 11 · 59e Katy McLean 10 · 39e 57e 59e Natasha Hunt 9 · Sarah Hunter 8 · Margaret Alphonsi 7 · 52e Heather Fisher 6 · Tamara Taylor 5 · 52e Jo McGilchrist 4 · 55e Laura Keates 3 · 55e Emma Croker 2 · Rochelle Clark 1 · Remplaçants · 55e Victoria Fleetwood 16 · 55e Claire Purdy 17 · 52e Rebecca Essex 18 · 52e 73e à 80e Marlie Packer 19 · 59e 65e La Toya Mason 20 · 59e Ceri Large 21 · 42e 60e 78e Kay Wilson 22 · Entraîneur · Gary Street |  |  |  | Samoa · Titulaires · 15 Soteria Pulumu 12e · 14 Brenda Collins · 13 Merenaite Faitala-Mariner 68e · 12 Mary-Ann Collins · 11 Justine Luatua 76e · 10 Bella Milo · 9 Tulua Leuluaialii 52e · 8 Helen Collins 49e à 59e · 7 Rita Lilii · 6 Sally Kaokao · 5 Cynthia Taala · 4 Italia Tipelu 62e · 3 Ala Leavasa-Bakulich 47e 60e · 2 Sharlene Fagalilo · 1 Tessa Wright 66e · Remplaçants · 17 Cynthia Apineru 66e · 18 Laura Levi 60e · 19 Juliana Saumani Sua 62e · 20 Roseanne Leaupepe 52e · 21 Taliilagi Mefi 76e · 22 Mele Leuluaialii 68e · 26 Ginia Muavae 47e · Entraîneur · Euini Lale Faumuina |

### Angleterre - Espagne
(mt : 17 - 0)
Points marqués :
- Angleterre : 6 essais de Wilson (17e), Waterman (38e), Keates (45e), Allan (50e), Packer (55e, 79e)

6 transformations de Scarratt (18e, 39e, 46e, 51e, 56e, 80e)
1 pénalité de Scarratt (30e)
- Espagne : 1 essai de Bravo (68e)

Évolution du score : 5-0, 7-0, 10-0, 15-0, 17-0, mt, 22-0, 24-0, 29-0, 31-0, 36-0, 38-0, 38-5, 43-5, 45-5
Arbitre : Jess Beard 
Résumé
| Angleterre · Titulaires · 38e 62e Danielle Waterman 15 · 17e Kay Wilson 14 · Emily Scarratt 13 · 52e Amber Reed 12 · 50e Claire Allan 11 · Ceri Large 10 · La Toya Mason 9 · Alex Matthews 8 · 55e 79e Marlie Packer 7 · 52e Sarah Hunter 6 · Rebecca Essex 5 · 57e Jo McGilchrist 4 · 41e Sophie Hemming 3 · 62e Victoria Fleetwood 2 · Claire Purdy 1 · Remplaçants · 62e Emma Croker 16 · 41e 45e Laura Keates 17 · 57e Tamara Taylor 18 · 52e Heather Fisher 19 · 62e Natasha Hunt 20 · 52e Rachael Burford 21 · Margaret Alphonsi 22 · Entraîneur · Gary Street |  |  |  | Espagne · Titulaires · 15 Marta Cabane · 14 Vanesa Rial 59e · 13 Irene Schiavon · 12 Barbara Pla · 11 Eli Martinez 73e · 10 Marina Bravo 68e · 9 Patricia Garcia · 8 Ana Maria Aigneren · 7 Angela Del Pan · 6 Paula Medin · 5 Maria Ribera · 4 Diana Gasso 57e · 3 Rocio Garcia 52e 70e 77e · 2 Aroa Gonzalez · 1 Isabel Rico 52e · Remplaçants · 16 Maria Sequedo 52e · 17 Elena Redondo 52e 70e 77e · 18 Iera Etxebarria 59e · 19 María Casado · 20 Lourdes Alameda 57e · 21 Helen Roca · 22 Berta García 73e · Entraîneur · Inés Etxegibel |

### Canada - Samoa
(mt : 21 - 0)
Points marqués :
- Canada : 6 essais de Marchak (12e), Waters (22e, 66e), Alarie (28e), Bernier (42e), Burk (80e+1), 6 transformations de Harvey (13e), (23e), (29e), (43e) (67e), Burk (80e+2)

Cartons :  73e à 80e Waters
- Samoa : 1 essai de Muavae (54e), 1 transformation de Milo (55e)

Cartons :  14e à 24e Lilii
Évolution du score : 5-0, 7-0, 12-0, 14-0, 19-0, 21-0, mt, 26-0, 28-0, 28-5, 28-7, 33-7, 35-7, 40-7, 42-7
Arbitre :  Helen O'Reilly 
Résumé
| Canada · Titulaires · 28e Elissa Alarie 15 · 68e Magali Harvey 14 · 12e 53e Mandy Marchak 13 · 81e Andrea Burk 12 · 22e 66e 73e à 80e Brittany Waters 11 · 60e Emily Belchos 10 · 42e Stéphanie Bernier 9 · Kelly Russell 8 · 58e Karen Paquin 7 · Jacey Murphy 6 · 35e 41e 51e 58e Latoya Blackwood 5 · 55e Maria Samson 4 · 51e Olivia DeMerchant 3 · 51e Mary Jane Kirby 2 · Marie-Pier Pinault-Reid 1 · Remplaçants · 51e Hilary Leith 16 · 61e Laura Russell 17 · 35e 41e 51e Tyson Beukeboom 18 · 55e Kayla Mack 19 · 60e Julianne Zussman 20 · 53e Amanda Thornborough 21 · 68e Jessica Dovanne 22 · Entraîneur · François Ratier |  |  |  | Samoa · Titulaires · 15 Brenda Collins 76e · 14 Taliilagi Mefi · 13 Merenaite Faitala-Mariner · 12 Mary-Ann Collins 24e · 11 Justine Luatua · 10 Bella Milo · 9 Tulua Leuluaialii 55e · 8 Helen Collins · 7 Vicki Campbell 69e · 6 Rita Lilii 14e à 24e · 5 Cynthia Taala · 4 Italia Tipelu 61e · 3 Ala Leavasa-Bakulich 51e · 2 Sharlene Fagalilo · 1 Tessa Wright 75e · Remplaçants · 16 Cynthia Apineru 75e · 17 Sally Kaokao 69e · 18 Apaula Kerisiano 61e · 19 Ginia Muavae 51e 54e · 21 Mele Leuluaialii 24e · 22 Tile Start 76e · 26 Roseanne Leaupepe 55e · Entraîneur · Euini Lale Faumuina |